# 忻州师范学院
忻州师范学院，简称忻州师院，是中华人民共和国的一所全日制本科公办省属普通高等学校，位于山西省忻州市。是山西省人民政府管理的一所全日制普通本科高等师范学校、山西省硕士学位立项建设单位。
截至2020年11月，学校有五个校区，总占地面积约1574.33亩，校舍总面积526753.84平方米；设有教学单位26个，开办本科专业45个；有全日制在校学生19889人，专任教师929人；馆藏图书430余万册。

## 历史沿革
1982年10月，忻县师范专科学校成立，1984年8月，经山西省人民政府批准，更名为忻州师范专科学校。1998年10月，忻州师范专科学校、忻州地区教育学院、忻州职工大学和山西广播电视大学忻州分校合并为忻州师范高等专科学校。2000年3月，中华人民共和国教育部同意忻州师范高等专科学校与忻州师范学校合并组建成立忻州师范学院。
2019年1月，学校入选山西省硕士学位授权立项建设单位。